# Alapadna micropis
Alapadna micropis är en fjärilsart som beskrevs av George Francis Hampson 1926. Alapadna micropis ingår i släktet Alapadna och familjen nattflyn. Inga underarter finns listade i Catalogue of Life.